# Siergiej Siemionow
Siergiej Wiktorowicz Siemionow (ros. Сергей Викторович Семёнов; ur. 10 sierpnia 1995) – rosyjski zapaśnik startujący w stylu klasycznym. Brązowy medalista olimpijski z Rio de Janeiro 2016 w kategorii 130 kg, a także w Tokio 2020 w kategorii 130 kg. Mistrz świata z 2018 roku. 
Pierwszy na mistrzostwach Europy w 2024 i 2025; trzeci w 2019. Siódmy zawodnik igrzysk europejskich w 2015. Wygrał indywidualny Puchar Świata w 2020. Pierwszy w Pucharze Świata w 2017, a drugi w 2015 i 2016. Mistrz świata U-23 w 2017 i Europy w 2015 roku.
Mistrz świata juniorów w 2013 i 2014. Mistrz Rosji w 2016, 2017, 2018, 2020, 2021 i 2023 roku.
Po dyskwalifikacji Kiryła Hryszczanki otrzymał srebrny medal igrzysk europejskich w 2019.